# Abus de confiance (film)
Pour les articles homonymes, voir Abus de confiance (homonymie).
Pour plus de détails, voir Fiche technique et Distribution.
Abus de confiance est un film français réalisé par Henri Decoin, sorti en 1937.

## Synopsis
Lydia, 22 ans, se retrouve sans un sou après le décès de sa grand-mère qui était sa seule famille. Elle doit abandonner ses études de droit et chercher un emploi. Elle préfère se laisser mourir de faim plutôt que de se vendre à des employeurs libidineux. Son amie Alice lui propose une combine pour s'en sortir : elle a trouvé dans un lot acheté par son oncle antiquaire, un album où des souvenirs écrits au jour le jour par une jeune comédienne inconnue, morte il y a vingt ans, relatent son amour pour l'homme qui l'a quittée pour se marier et qu’elle n’a jamais cherché à revoir, avant de suicider. Cet homme, Jacques Ferney, un historien connu et très riche, ignore qu'il lui a laissé une petite fille. Alice propose à Lydia de se faire passer auprès de Ferney pour sa fille.
Refusant catégoriquement cette proposition, Lydia cherche en vain du travail honnête et finit par se rendre à Versailles chez Jacques Ferney, lequel est bouleversé par cette rencontre qui ravive ses souvenirs de jeunesse et ses remords. Plus détendue, Lydia passe une soirée heureuse avec un camarade de faculté, jusqu'au moment où elle se rend compte qu'il veut l'emmener à l'hôtel. Choquée, elle part en courant et tombe dans un escalier, faisant une commotion cérébrale. Elle est admise à l’hôpital Beaujon. Jacques Ferney, sans nouvelles, demande à Pierre, son secrétaire, de faire des recherches. Il la retrouve effectivement et Ferney lui rend visite à l’Hôpital.
L'écrivain doit avouer la situation à Hélène, sa femme, qui s'inquiétait. Bien que blessée par les années de silence de son mari sur son passé, celle-ci lui enjoint de recueillir celle qu'il croit être sa fille. Pourtant, avec le temps et les commérages, Hélène se doute de l'imposture de Lydia, qu'elle fait avouer à Alice en la menaçant d'en parler à ses parents. Hélène promet à Alice, très émue, de garder le secret. Or, Lydia, à la fin de ses études de droit, doit prononcer sa première plaidoirie : elle défendra Renée qui, sans ressources, s'est fait passer pour la meilleure amie d'une jeune fille morte auprès de sa mère, abusant de sa confiance. Jacques et Hélène Ferney viennent assister au premier procès de "Maître" Lydia. Devant un auditoire retourné, Lydia gagne le procès en plaidant avec une sensibilité peu commune. Puis, se sentant coupable, elle est prête à fuir le domicile des Ferney mais, il est trop tard, parce qu’Hélène, comprenant le désarroi de la jeune avocate, lui pardonne sa supercherie passée et lui demande de se taire pour éviter à son mari une déception trop cruelle.

## Fiche technique
- Titre : Abus de confiance
- Réalisation : Henri Decoin
- Scénario (crédité comme "œuvre originale") et dialogues : Pierre Wolff
- Adaptation : Jean Boyer et Henri Decoin
- Décors de Guy de Gastyne
- Décorateur : Robert Hubert
- Photographie : Léonce-Henri Burel
- Son : Sauvion
- Montage : Marguerite Beaugé
- Musique : Georges Van Parys
- Production : Joseph Bercholz
- Société de production : Union des distributeurs indépendants français
- Société de production : Solar-Film et Columbia Pictures
- Pays de production :  France
- Langue : Français
- Format : Noir et blanc - 35 mm - 1,37:1 - Son mono  (RCA Photophone System)
- Genre : Drame
- Durée : 95 minutes
- Dates de sortie :
  - France : 29 novembre 1937
  - États-Unis : 30 novembre 1938

## Distribution
- Danielle Darrieux : Lydia
- Charles Vanel : Jacques Ferney
- Valentine Tessier : Hélène Ferney
- Pierre Mingand : Pierre Montant, secrétaire de ferney
- Yvette Lebon : Alice, l'amie de Lydia
- Thérèse Dorny : madame Vestier, la logeuse
- Lucien Dayle : Ernest, le mari de la logeuse
- Jean Worms : le président du tribunal
- Gilbert Gil : Paul, un camarade de faculté
- René Bergeron : Dieulafoy
- Svetlana Pitoëff : Renée Leclerc, inculpée pour abus de confiance
- Yvonne Yma : la grosse dame postulante de la petite annonce
- Georges Lannes : l'homme du cimetière
- Lucien Callamand : Jean, le valet des Ferney
- Gaston Séverin :  maître Fortier
- Nicole de Rouves : une prostituée
- Pierre Athon
- Sarah Clèves : la patronne de la gargote
- Gilbert Colas : le patron de la gargote
- Marcel Orluc
- Paul-Marcel : l'avocat général
- Marais[1]
- Pierre-Louis : NC - un garçon dans la fête
- Robert Ozanne : NC - le tireur à la carabine
- Génia Vaury : NC -  l’infirmière
- Clary Monthal : NC - Honorine
- Yvette Lucas : NC - une mère au tribunal

## Distinctions
- Grand prix décerné par le jury international de l'Exposition universelle de 1937.

## Lieux de tournage
On reconnait la Faculté de droit de Paris, les quais de la gare de Versailles-Rive-Droite et la Place d'Armes à Versailles.